# Deportes ecuestres

Deportes ecuestres son todos aquellos deportes que se practican con la participación de caballos (uno o varios).
Los principales deportes ecuestres son los que se indican en las siguientes secciones:
Nota: la clasificación y las tipologías no son inclusivas. Así pues, una modalidad ecuestre puede estar incluida en una o más clases.

## Disciplinas ecuestres reglamentadas por la Federación Ecuestre Internacional

### Disciplinas olímpicas

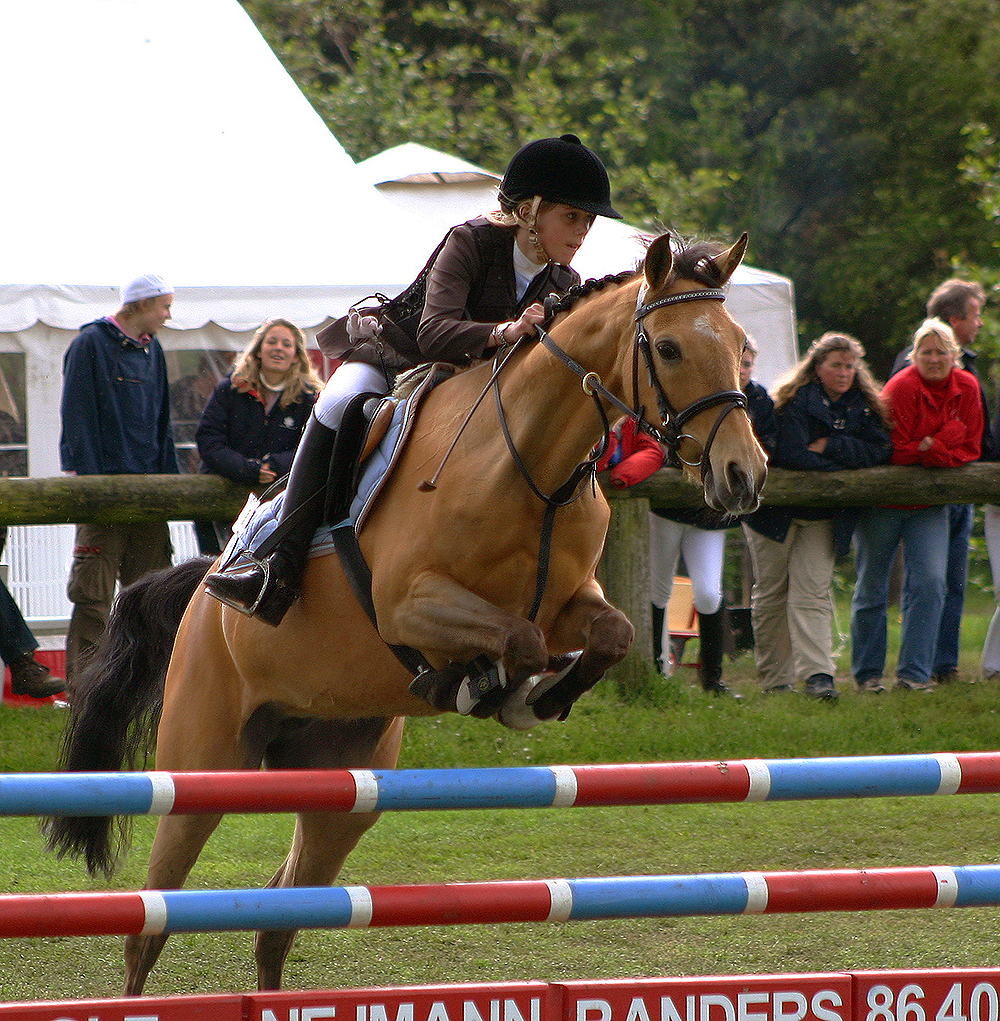
Saltos de obstáculos.

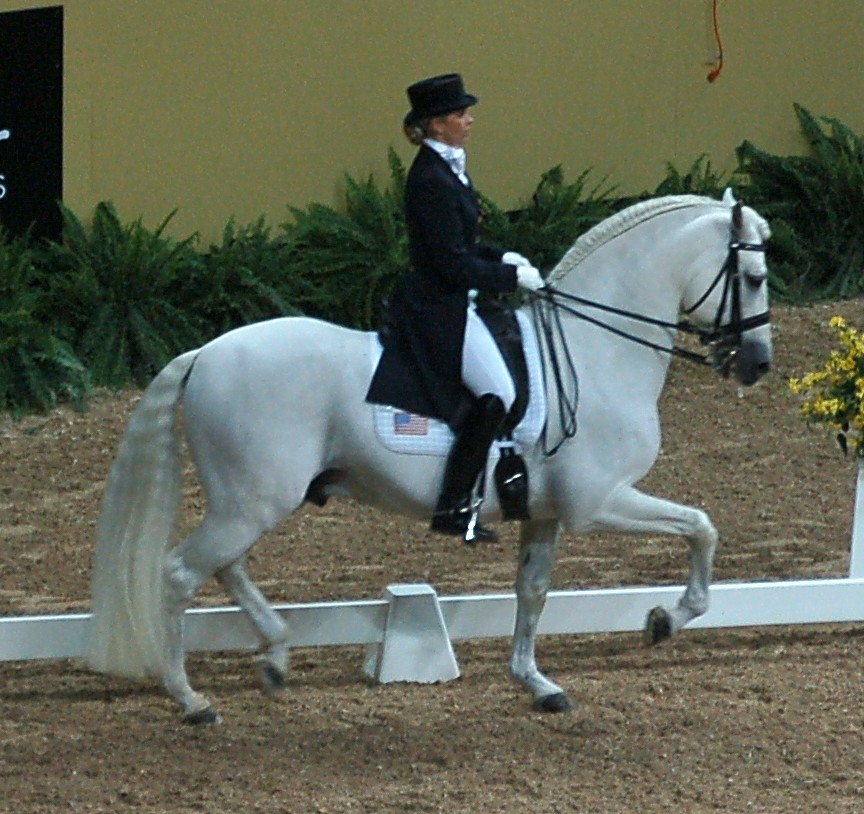
Doma clásica.

- Saltos ecuestres
- Doma clásica
- Concurso completo de equitación:
  - Doma clásica
  - Campo a través ecuestre
  - Saltos ecuestres

### Disciplinas paralímpicas
- Doma paraecuestre

### Otras disciplinas no olímpicas y no paralímpicas
- Campo a través ecuestre
- Enduro Ecuestre
- Enganches o atelajes ecuestres
- Reining
- Volteo
- T.R.E.C. (Técnicas de Recorrido Ecuestre de Competición)

## Deportes ecuestres por modalidades

### Deportes de carreras

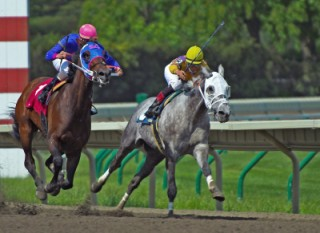
Carreras de caballos.

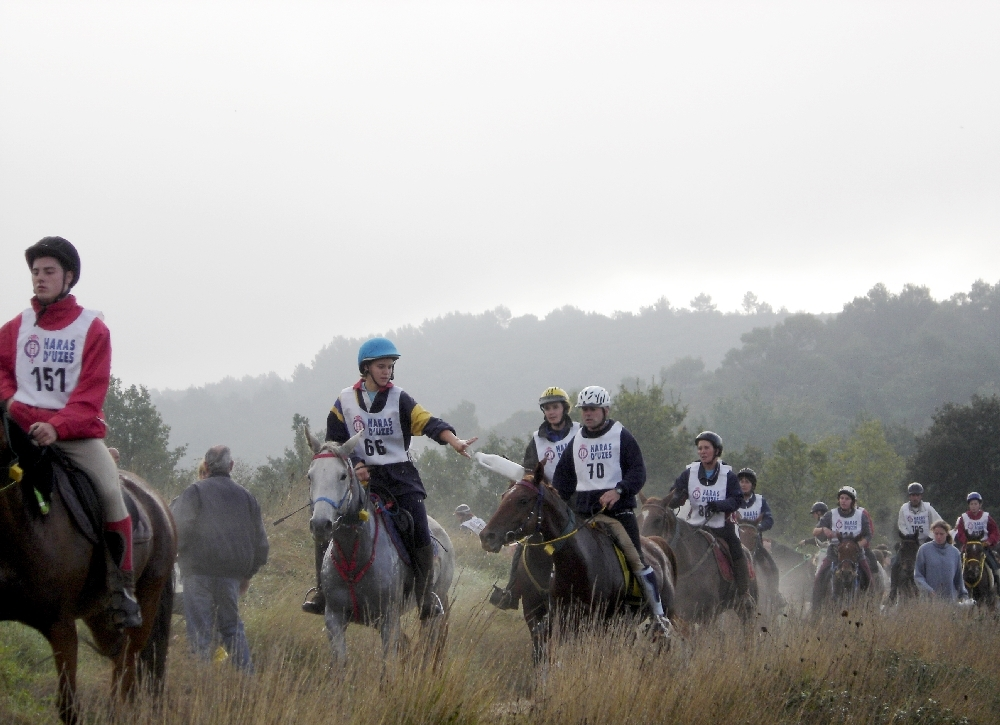
Enduro ecuestre.

- Carreras de galope
- Campo a través ecuestre
- Enganches o atelajes ecuestres
- Enduro ecuestre

### Deportes de saltos
- Saltos ecuestres
- Salto alto
- Salto largo

### Prueba ecuestre en deportes combinados
- Pentatlón moderno

### Deportes por equipos con bola o pelota

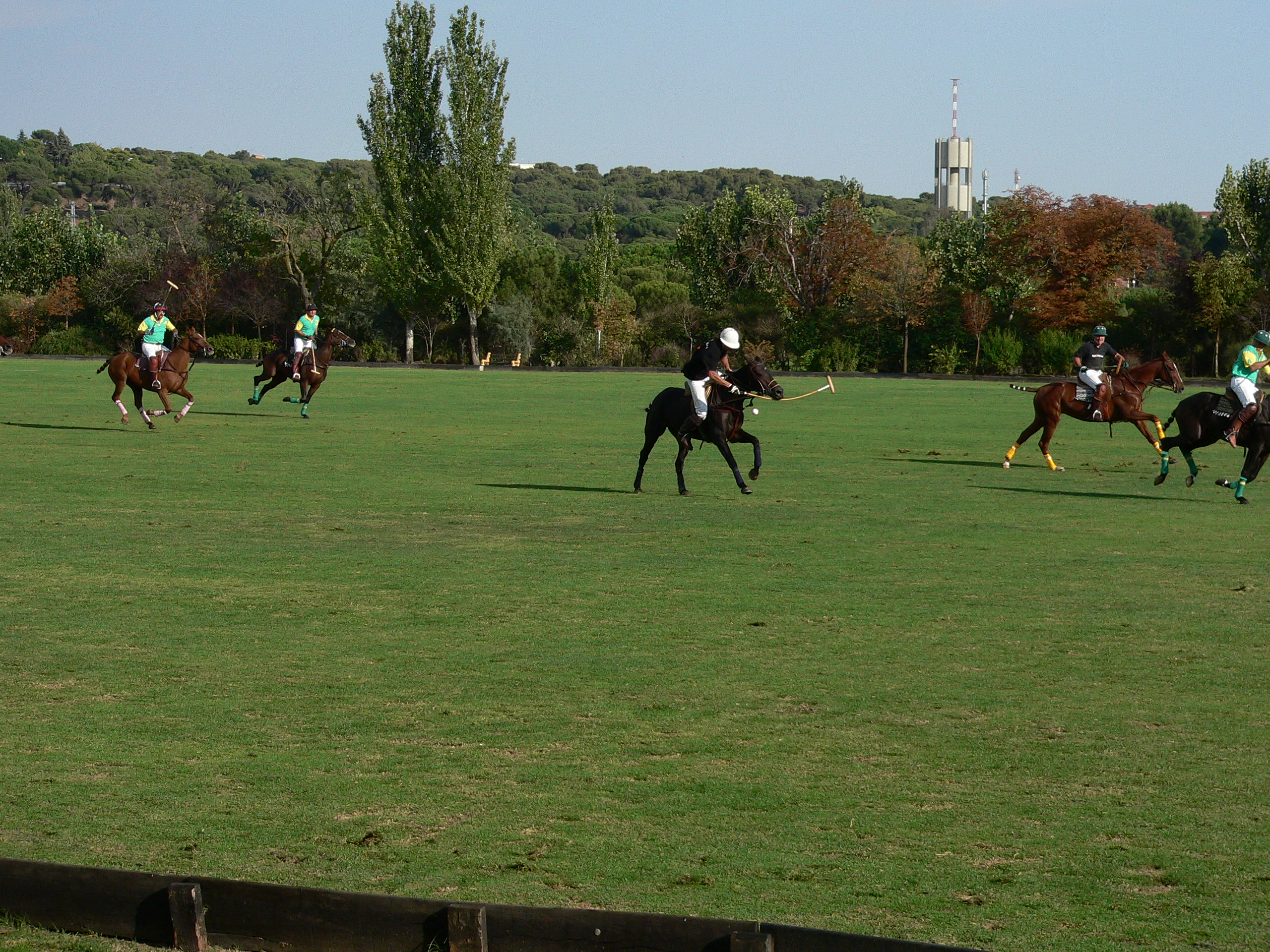
Juego de polo.

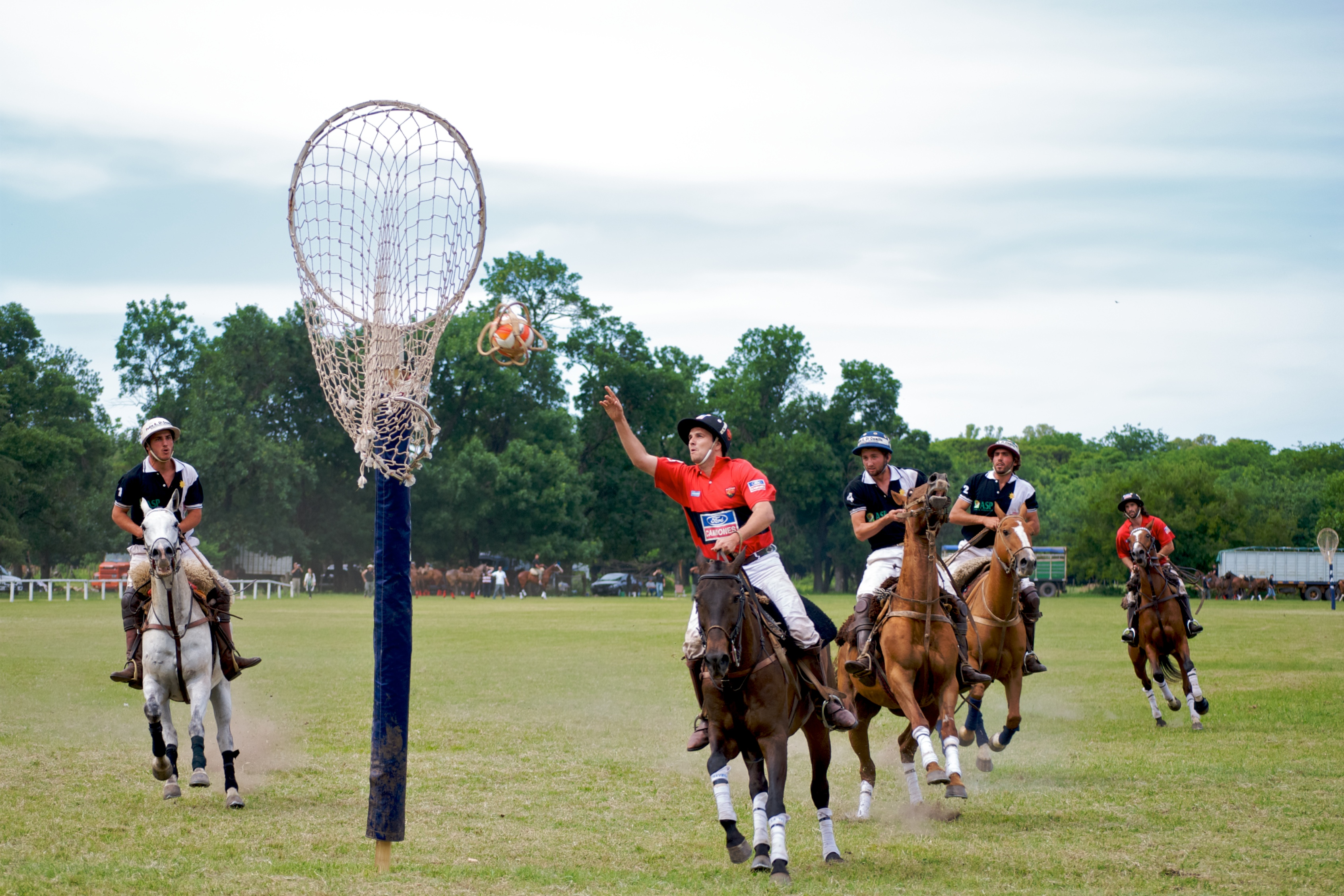
Pato.

- Polo
- Polocrosse
- Horseball
- Pato
- Buzkashi

### Deportes de tracción o tiro ecuestre

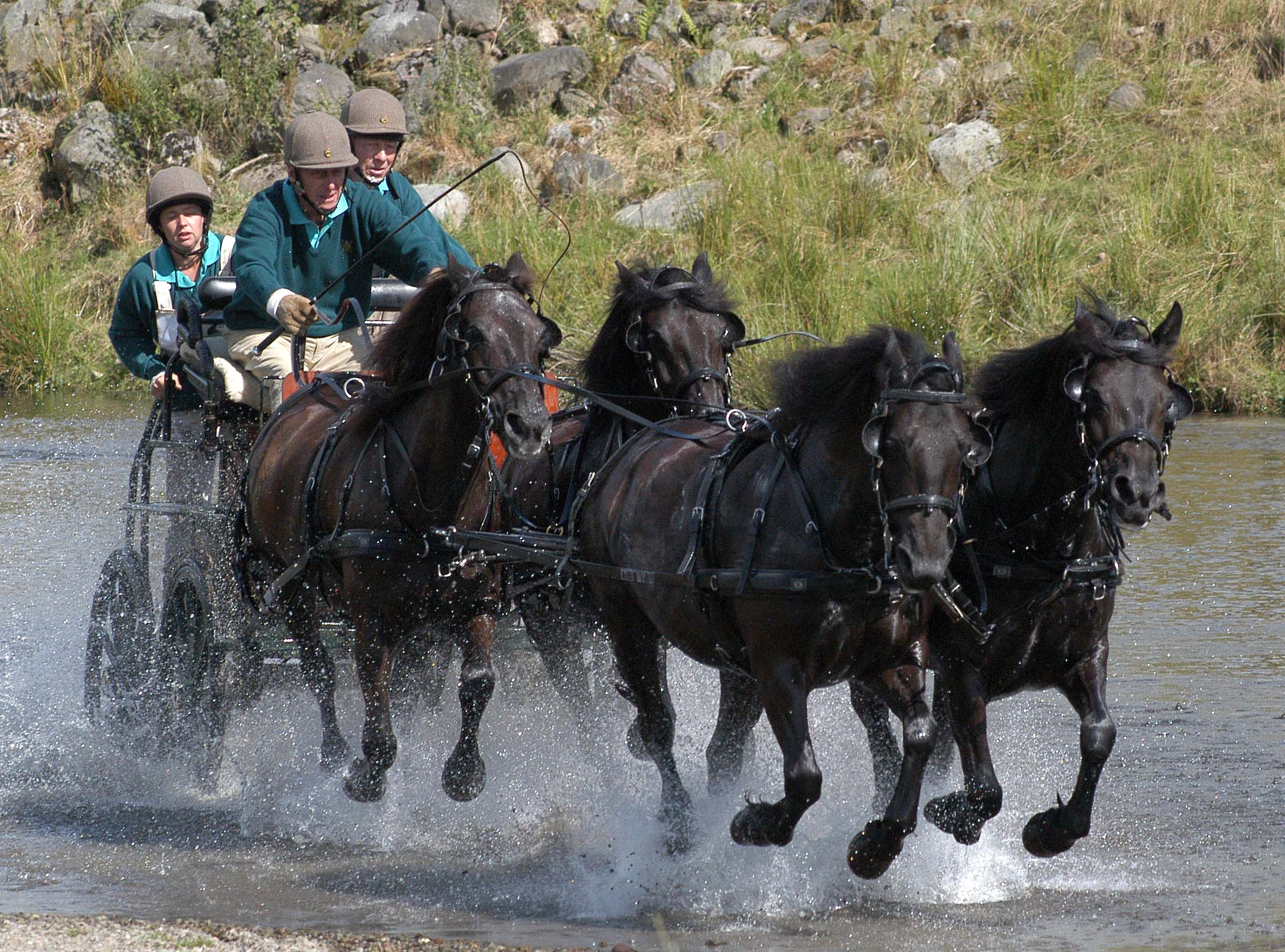
Enganches o atelajes ecuestres.

- Carreras de carros
- Enganches o atelajes ecuestres
- Skijöring

### Deportes de doma y apartado de reses (ámbito internacional y regional)

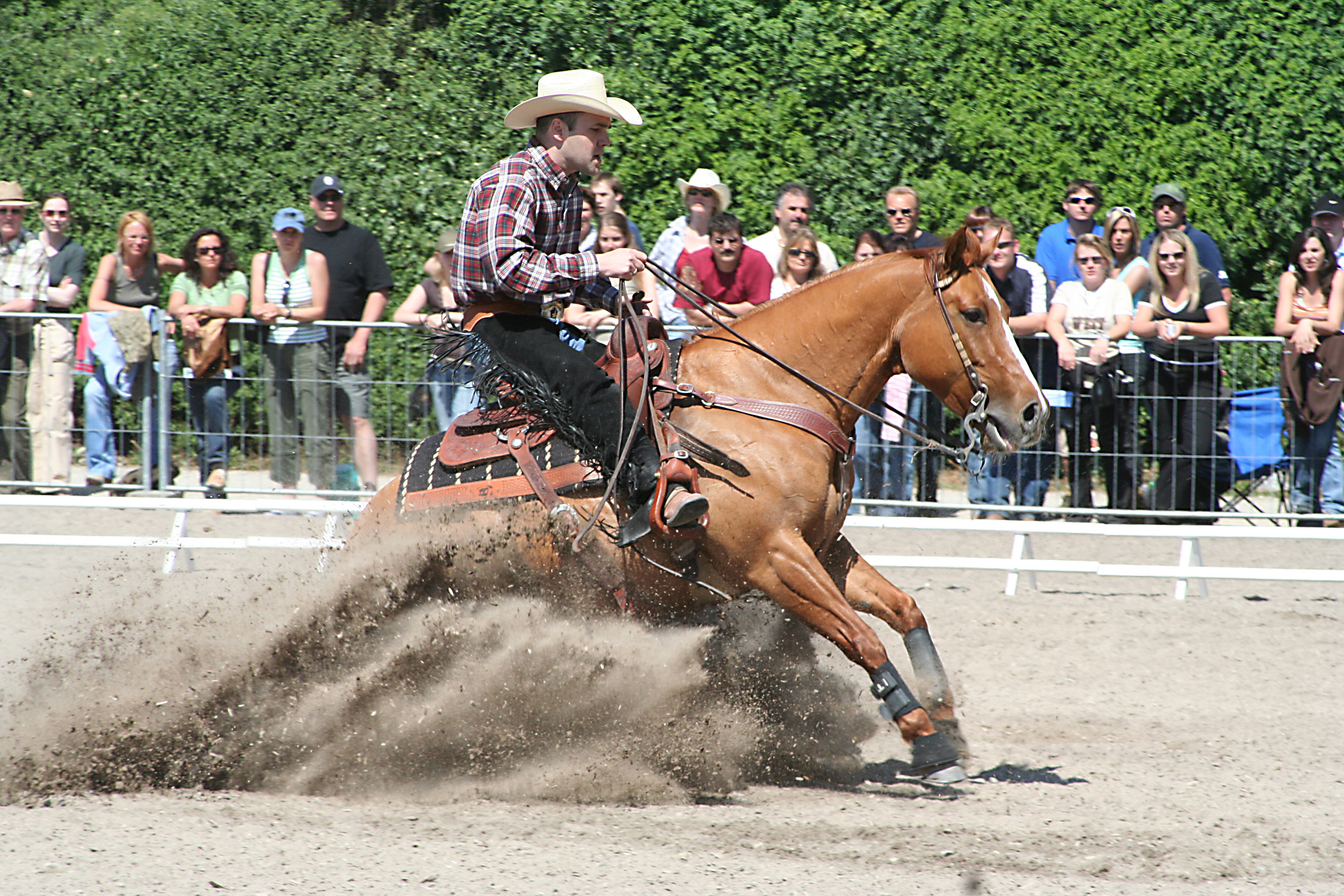
Rienda.

- Doma clásica (conocida en América Latina como adiestramiento)
- Doma paraecuestre
- Rienda
- Jineteada gaucha
- Charrería
- Doma vaquera
- Coleo
- Rodeo chileno
- Rodeo estadounidense
- Deporte de lazo
- Encierro por equipos

### Juegos de lances
- Juego de piquetas
- Justa

### Deportes y actividades de terapia y rehabilitación
- Equinoterapia
- Equitación handisport